# 133 (getal)
133 (voluit honderddrieëndertig) is het natuurlijke getal volgend op 132 en voorgaand aan 134.
133 is een harshadgetal.

## Overig
Honderddrieëndertig is ook:
- Het jaar A.D. 133.
- Het jaar 133 v.Chr.
- Geboortejaar van: Athenagoras van Athene & Didius Julianus
- Een waarde uit de E-reeks E24, E48, E96 en E192
- De bijnaam van Craig Jones (muzikant)